# Битчьянский Град
Битчьянский Град (словац. Bytčiansky hrad) — замок в городе Битче в Словакии. Входит в список национальных памятников культуры Словакии.

## История
Первоначальный замок был построен в XIII веке и принадлежал епископу Нитры. Изначально представлял собой классический замок на воде, входил в общую систему укреплений венгерского королевства, выстроенную для противостояния монгольской угрозе. Четыре крыла окружали внутренний двор с аркадными галереями, по углам располагались оборонительные круглые башни. От ворот замка через ров был возведён арочный мост. 
В 1563 году замок стал принадлежать Ференцу Турзо, который в 1571—1574 годах на месте старого готического замка построил ренессансный. Позднее замок принадлежал родам Эстерхази и Поппер.
В 1609—1616 годах в замке располагалась резиденция Дьёрдя Турзо, палатина Венгерского королевства. 2 января 1610 года здесь состоялся суд над подручными массовой убийцы графини Елизаветы Батори. Сто лет спустя здесь служил самый знаменитый словацкий разбойник — Юрай Яношик.